# Russula adusta
Russula adusta é um fungo que pertence ao gênero de cogumelos Russula na ordem Russulales.